# Ян Филицкий
Ян Филицкий (словацк.Ján Filický, около 1585, Влкова (современная Словакия) — † 1622, Шарошпатак, Венгрия) — словацкий поэт эпохи гуманизма.

## Биография
Происходил из обедневшей дворянской семьи, образование получил в Левоче и Кежмарке, также учился в Германии и в Праге. Работал воспитателем в различных семьях, в 1617 году стал профессором кальвинистской школы в городе Шарошпатак.

## Творчество
Свои стихи посвящал животным и людям (своим домашним питомцам, а также поэтам, преподавателям, ректорам немецких университетов и т.д.), во многих стихах описывал комические случаи, создавал басни с участием животных, увлекался острой сатирой и карикатурой, изображал человеческие пороки — от глупости и пьянства до национальной нетерпимости. 
Особого внимания заслуживает его стихотворение Ad Sphettium, в котором он встаёт на защиту славянских народов.

## Произведения
- 1604 — Xenia natalitia
- 1609 — Primitiae poeticae
- 1612 — Domino Johanni, comiti palatino Rheni
- 1614 — Dve knihy básní (Carminum libri duo)